# 疎水効果
疎水効果（そすいこうか、hydrophobic effect）は、水などの極性溶媒中で非極性分子（あるいは非極性基）が溶媒と分離し凝集する性質のことである。疎水性相互作用は、疎水効果によって非極性分子間に働く引力的相互作用をあらわす。疎水効果は、タンパク質のフォールディング、タンパク質-タンパク質相互作用、脂質二重膜の形成などの駆動力であると考えられている。
簡単に言えば、疎水性分子同士が水にはじかれ、集合する現象である。疎水結合とも呼ばれるが、疎水性分子間に結合が形成されるわけではなく、疎水性分子間に直接引力が働かなくても疎水効果は生じる。

## 原理
熱・統計力学的には、非極性分子が水中で孤立した状態（溶けた状態）にあるよりも、非極性分子同士が凝集した方が安定であるため、疎水効果が生じるといえる。疎水効果の大きさは、疎水分子が水中で孤立した状態から凝集した状態になるのに伴う自由エネルギー変化で評価される。なお、温度依存性を考える場合、疎水効果の大きさは、{\displaystyle \exp(-\Delta G/kT)}で評価される場合もある。
室温付近の温度で、非極性分子の凝集に伴う自由エネルギー変化 ({\displaystyle \Delta G}) は負である。自由エネルギー変化は熱力学関係式{\displaystyle G=H-TS}から、エンタルピー効果とエントロピー効果の和で表されるが、室温近傍で、エンタルピー変化 ({\displaystyle \Delta H}) はほぼ零、エントロピー変化 ({\displaystyle \Delta S}) は正であり、疎水効果はエントロピー駆動であるといわれる。また、温度が変化すると、エントロピーとエンタルピーはそれぞれ大きく変化するが、それらのほとんどは相殺して自由エネルギーの温度変化は小さい。
疎水性相互作用は、クーロン相互作用などの相互作用のような重ね合わせの原理がなりたたないことが知られている。すなわち、二体の相互作用だけでなく三体以上の相互作用がある。
疎水性分子が水に溶けると、疎水性分子の表面に接する水分子は、水素結合の切断によるエネルギー損失を最小にするために再配向する。このため、水分子のとりうる配置が制限され、エントロピー損失をもたらす。疎水性分子同士が会合することで、疎水性分子表面に接する水分子数を減らし、エントロピー損失を最小化することができる。
なお、溶媒分子間の相互作用に比べ、溶媒と溶質の間の相互作用が相対的に弱い場合には、溶媒が水でなくても同様の現象は生じる。このような現象を一般に疎溶媒効果、疎溶媒性相互作用と呼ぶ。